# نفوذ اجتماعی هنجاری
نفوذ اجتماعی هنجاری (انگلیسی: Normative social influence) گونه‌ای از نفوذ اجتماعی‌ست که منجر به هم‌نوایی می‌شود، و در روان‌شناسی اجتماعی آن را بدین‌ترتیب تعریف می‌کنند: «نفوذ افراد دیگر که ما را به‌هم‌نوایی وامی‌دارد تا از سوی آن‌ها پذیرفته و دوست داشته شویم». قدرت این نفوذ ریشه در هویت انسان به‌عنوان یک موجود اجتماعی با نیاز به‌مصاحبت و مشارکت دارد.